# 克里斯托弗狸藻
克里斯托弗狸藻（学名：Utricularia christopheri）為狸藻屬多年生小型食虫植物。其种加词“christopheri”来源于英国植物采集者克里斯托弗·格雷-威尔逊（Christopher Grey-Wilson）。克里斯托弗狸藻为喜马拉雅地区的特有种，分布于印度和尼泊尔。其岩生于石头间的苔藓中，海拔分布范围为3600米至3900米。1986年，彼得·泰勒最先描述了克里斯托弗狸藻。